# Dave Made a Maze
Dave Made a Maze is een Amerikaanse komische fantasy-horrorfilm uit 2017.

## Plot
Dave heeft van karton een fort gebouwd in zijn woonkamer maar hij is erin verdwaald omdat het bouwwerk van binnen groter is dan het lijkt en een doolhof huisvest dat is beveiligd met boobytraps. Dave dringt erop aan het bouwwerk niet binnen te gaan maar in een poging hem te redden doen zijn vrienden dat toch, met alle gevolgen van dien.

## Rolverdeling
- Meera Rohit Kumbhani als Annie
- Nick Thune als Dave
- Adam Busch als Gordon
- James Urbaniak als Harry
- Frank Caeti als geluidsman
- Scott Narver als cameraman
- Stephanie Allynne als Brynn
- Kirsten Vangsness als Jane
- Scott Krinsky als Leonard
- Tim Nordwind als Greg
- John Hennigan als The Minotaur
- Rick Overton als Hobo
- Drew Knigga als Vlaamse toerist
- Kamilla Alnes als Vlaamse toeriste

## Prijzen
De film won diverse prijzen, waaronder die voor beste film op Strasbourg European Fantastic Film Festival, Boston Underground Film Festival en Calgary Underground Film Festival en een Saturn Award voor beste uitgifte op dvd.